# Elita
Elita (lat. eligere = birati, izabrano) je dio ljudi, društvenih skupina, ustanova ili društva koje zauzimaju istaknuta ili iznadprosječna mjesta.
Društven izraz označava kategoriju osoba u sustavu ili podsustavu koje igraju značajne vodeće uloge, a zahvaljujući:
- individualnim svojstvima,
- obrazovanju,
- socijalnim položaju.

Primjeri elitističkih političkih režima su aristokracija, oligarhija i plutokracija.
Izvorno taj izraz je korišten u vezi s predmetima i proizvodima visoke kvalitete.
Prema Vilfredu Paretu postoji u svakom društvu je prirodna hijerarhija u obliku konusa, čiji vrh čini malobrojna skupina vođa (elita).